# Bolsa de Valores de Caracas

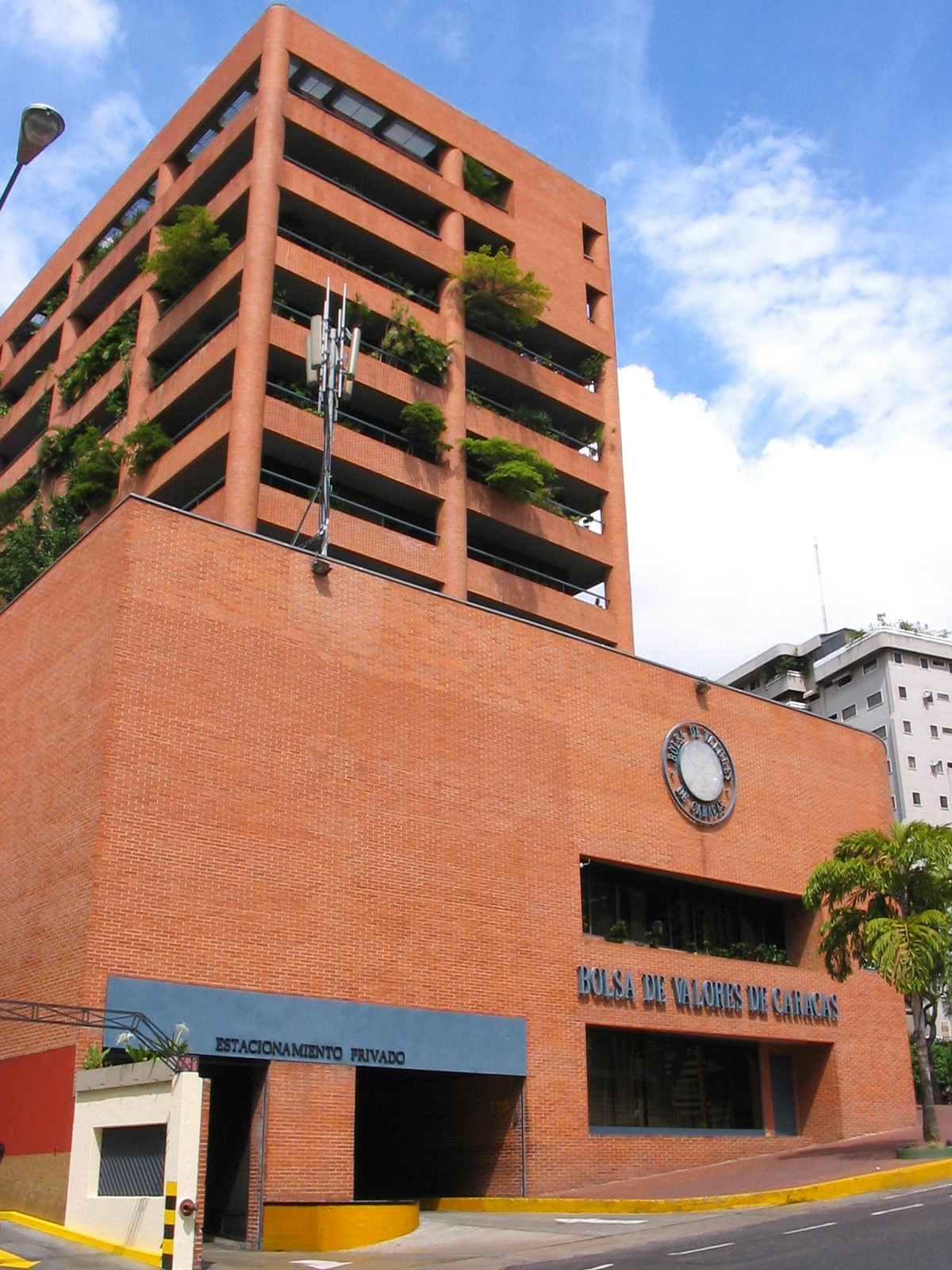
Bolsa de Valores de Caracas

Die Bolsa de Valores de Caracas C.A. (Börse Caracas) (BVC) ist die einzige Wertpapierbörse von Venezuela mit Sitz in Caracas.

## Geschichte
Die Ursprünge des venezolanischen Aktienmarktes lassen sich bis zum Ende der Kolonialzeit zurückverfolgen, als 1805 Don Bruno Abasolo und Don Fernando Key Muñoz die Casa de Bolsa y Recreación de los Comerciantes y Labradores in Caracas gründeten. Die Börse wurde offiziell am 21. Januar 1947 gegründet und eröffnete ihre erste Handelssitzung am 21. April desselben Jahres, nachdem zuvor Aktien außerbörslich gehandelt worden waren. Am 6. Mai 1976 beschloss die Aktionärsversammlung, die Bezeichnung der Institution in Bolsa de Valores de Caracas C.A. zu ändern. 

## Indizes
Der Hauptindex der Börse ist der Índice Bursátil de Capitalización.

## Betriebs und Rechtsstruktur
Die BVC ist eine private Börse, die gemäß den Kapitalmarktgesetzen Venezuelas den Kauf und den genehmigten Verkauf von Wertpapieren ermöglicht. Sie ist Mitglied des Exekutivkomitees der Lateinamerikanischen Föderation der Börsen. An der Börse emittieren Unternehmen nach Verfahren, die von den Aufsichtsbehörden genehmigt wurden, festverzinsliche Instrumente und Wertpapiere (renta fija y de renta variable), um Kapital von öffentlichen Investoren zu sichern. Die BVC dient auch als Handelsplatz für Anleihen und andere Schuldtitel.
Die rechtliche Struktur des venezolanischen Kapitalmarktes wird durch das Wertpapiermarketinggesetz (Ley de Mercado de Capitales, erlassen 1975 und geändert 1998), das Transaktionsgesetz (Ley de Caja de Valores), das Gesetz über die öffentliche Verschuldung (Ley Orgánica de Crédito Público), das Gesetz über kollektive Kapitalanlagen und die von der Nationalen Wertpapierkommission (Comisión Nacional de Valores, CNV) erlassenen Normen bestimmt. Die Börsenaktivitäten werden von der Nationalen Wertpapierkommission reguliert und überwacht, einer öffentlichen Einrichtung, die dem Finanzministerium unterstellt ist und interne Verfahren und Vorschriften genehmigt.

### Aufsichtsrat
Der Aufsichtsrat der Börse von Caracas wird von Víctor Julio Flores geleitet. Weitere Mitglieder sind Santiago Fernández Castro, Marcel Apeloig, Omar Delgado, José Gregorio Castro, Gabriel Osío, Jesús Tadeo Prato, Luis Oberto, Carlos Fernández und Mario Dickson. Zu den Beratern gehören Luis Andrés Guerrero und Rubén Manzur.

## Organisation
BVC ist ein Privatunternehmen im Besitz von 63 Aktionären.  Gehandelt werden Aktien, Anleihen und Derivate.

## Handel
Der Handel an der BVC erfolgt seit Februar 1992 ausschließlich elektronisch. Seit dem 2. Juli 1999 wird das elektronische Handelssystem SIBE (Sistema Integrado Bursátil Electrónico) genutzt.
April 2007 wurden 60 Firmen an der BVC notiert. Jedoch erfolgt bei nicht einmal der Hälfte ein regelmäßiger Handel. Seit Mitte der 90er Jahre sinken die Zahl der notierten Firmen und die Umsätze. Die Gründe hierfür sind die Kapitalflucht, die Notierung als ADR an US-Börsen, die Wirtschaftskrise und die Politik der Verstaatlichung durch die Regierung von Hugo Chávez. Während 1997 noch täglich 25 bis 30 Millionen Dollar umgesetzt wurden, sank der tägliche Börsenumsatz 2000 auf unter 1 Million Dollar.
Was jedoch wuchs, war der Handel in venezolanischen Staatsanleihen. Diese verfügten dank der Öleinnahmen, trotz der sozialistischen Politik der Regierung, über eine hohe Bonität – heute sind sie allerdings von schlechter Bonität.
Auch die Entwicklung des 16 Aktien umfassenden venezolanischen Aktienindex Indice Bursátil Caracas litt unter der Wirtschaftspolitik. Allein die Ankündigung von Chavez, zwei der größten Unternehmen an der BVC zu verstaatlichen, das Telekomunternehmen CANTV und das Versorgungsunternehmen Electricidad de Caracas, führten zu einem Kurseinbruch um ein Drittel an einem Tag.

## Börsenaufsicht
Der Börsenhandel an der BVC unterliegt dem venezolanischen Kapitalmarktgesetz Ley de Mercado de Capitales de Venezuela von 1975 (geändert 1998), dem Handelsgesetz Ley de Caja de Valores und dem Bankengesetz Ley Orgánica de Crédito Público.
Börsenaufsichtsbehörde ist die Nationale Wertpapierkommission Comisión Nacional de Valores (CNV), die dem Finanzministerium unterstellt ist. Dies erlässt die Börsenordnung Reglamento Interno y el Reglamento de Transacciones de la Bolsa.

## Mitgliedschaften
Die BVC ist Mitglied des Verbandes der lateinamerikanischen Wertpapierbörsen Ibero-American Federation of Exchanges.